# Mutinus ravenelii
Mutinus ravenelii es un hongo basidiomiceto de la familia Phallaceae. A menudo suele ser confundido con Mutinus elegans y Mutinus caninus.

## Comestibilidad
Los huevos de M. ravenelii son comestibles mientras que el M. ravenelii adulto se desconoce si lo es.